# Le Garçon qui pleure
Le Garçon qui pleure est le nom d'une série de  tableaux du peintre italien Bruno Amadio (également connu sous le nom de Giovanni Bragolin). Il existe quelques variantes avec des jeunes filles. Largement commercialisées, les peintures font l'objet d'une controverse dans les années 1980 après que des rumeurs propagées par le journal britannique The Sun leur eurent attribué des pouvoirs maléfiques.

## Histoire

### Réalisation
Marqué par son expérience durant la Seconde Guerre mondiale, Bruno Amadio décide de produire une série de peintures ayant pour sujet des enfants en larmes. D'abord vendus de manière artisanale, les tableaux connaissent un rapide succès et sont reproduits à plusieurs milliers d'exemplaires afin d'être diffusés à une large échelle. Ils connaissent notamment une forte notoriété au Royaume-Uni, où de nombreux exemplaires sont vendus au cours des années 1970 et 1980.

### Malédiction supposée
En septembre 1985, quatre ans après la mort de Bruno Amadio, le journal The Sun narre l'histoire d'un couple dont la maison aurait été entièrement ravagée par un mystérieux incendie. Seul le tableau du Garçon qui pleure, dont les propriétaires possèdent une copie, aurait été épargné par le sinistre. Plus tard, un pompier de l'Essex rapporte à la presse des histoires similaires. Très vite, le journal britannique reçoit de nombreux courriers de lecteurs dans lesquels il est fait mention de l'influence néfaste du tableau sur leurs existences. Face à l'engouement provoqué par cette affaire, The Sun convie en novembre ses lecteurs à leur envoyer leur reproduction du Garçon qui pleure afin d'organiser un immense feu de joie, lequel finit par être organisé en périphérie de Londres tant le nombre de reproductions récupérées est important.
De nombreuses histoires alimentent la légende du « Tableau maudit », dont celle de Don Bonillo, un orphelin ayant vu périr ses parents dans un incendie. Accusé de porter malheur, le jeune garçon rôde au sein de son village et subit le mépris des habitants qui le chassent de partout. Il est finalement recueilli par Bruno Amadio qui l'utilise comme modèle en dépit des mises en garde de la population. Peu après, son atelier prend feu, ce qui incite le peintre à se séparer de l'enfant. En 1976, ce dernier serait mort dans un accident de voiture à l'âge de 19 ans près de Barcelone.
Le livre La Rue Gambetta de Sonia Azzouz Foughalli-Atti, mentionne le peintre Bruno Amadio et la légende du tableau maudit .

### Explications
Des explications rationnelles émises plus tard par des scientifiques viennent cependant démentir les rumeurs qui entourent le tableau. Ainsi, des tests effectués au Building Research Establishment (en) pour la BBC montrent que la grande résistance du tableau est en fait due à un vernis quasiment incombustible apposé sur son cadre lors de la fabrication. Ainsi, lorsqu'un incendie se déclare, le crochet qui retient l'objet finit par céder et ce dernier, une fois au sol, se retrouve protégé des flammes.
En 2012, le tableau apparaît dans la série Weird or What? (en) présentée par William Shatner.

## Sources et références
- (en) Cet article est partiellement ou en totalité issu de l’article de Wikipédia en anglais intitulé « The Crying Boy » (voir la liste des auteurs).

1. ↑  (en) « bragolin », sur bragolin (consulté le 11 mai 2018)
2. ↑  (en) « A Painting of a Crying Boy Was Blamed for a Series of Fires in the '80s », Atlas Obscura,‎ 21 avril 2017 (lire en ligne, consulté le 11 mai 2018)
3. ↑  « La Rue Gambetta - Sonia Azzouz Foughalli-Atti » (consulté le 22 mai 2024)
4. ↑  (en-US) « “The Crying Boy": The ‘cursed’ portrait that terrified a nation. », Mamamia,‎ 20 décembre 2017 (lire en ligne, consulté le 11 mai 2018)